# さらばシベリア鉄道
「さらばシベリア鉄道」（さらばシベリアてつどう）は、松本隆作詞、大瀧詠一作曲による、太田裕美の曲。1980年11月21日にCBS・ソニー（現：ソニー・ミュージックレーベルズ）から19作目のシングルとして発売され（7インチシングル盤:07SH-901）、後に大瀧自身によるセルフカヴァーが1981年3月21日発売のアルバム『A LONG VACATION』に収録された。

## 太田裕美のオリジナル

### 解説
もともとは大瀧詠一がジョン・レイトン「霧の中のジョニー」に刺激され、アルバム『A LONG VACATION』のために作った曲である。大瀧はいったんレコーディングを始めたが、慣れない女言葉で歌うのを気持ち悪がり、「ん？待てよ、この詞の構成はどっかで見た」と、同じ松本隆が作詞した太田の「木綿のハンカチーフ」と男言葉と女言葉が交互に出る歌詞の構成が同じであることに気付き、太田裕美が歌うのが良いのではないかと担当ディレクターが同じ白川隆三であったこともあり、太田裕美への提供を思い立ったという。自身の録音スケジュールの関係や、これまでの太田裕美のサウンドとの一貫性を大事にしたいという大瀧の意向から、編曲については萩田光雄に全面的に依頼した。先に出来上がっていた自身のバージョンのオケ（編曲は大瀧自身）をデモテープ代わりに萩田に渡したため、大瀧の原編曲が生かされている部分もあり、間奏のギターソロは大瀧バージョンと同じ鈴木茂が担当している。
編曲の萩田が「よくできたデモ・テープだ」と評した”大瀧バージョンのテープ”のメロディを元に太田は歌っているが、のちに大瀧が自身で制作したバージョンは、同じように歌いたくないと思ったためか、メロディが少し異なる。
太田裕美のシングルとしての発表時に、オリコンチャートランキングは最高で70位留まりであったものの、大瀧にとっては作曲家として、初めて100位以内にランクインした楽曲である。その後、『A LONG VACATION』のロングセラーにより、アルバム収録の「さらばシベリア鉄道」に注目が集まるようになった。現在では太田自身最大のヒット曲「木綿のハンカチーフ」などと同じく、当曲を歌謡番組で披露することが多い。

### 収録曲
A面
1. さらばシベリア鉄道（4分11秒）
作詞：松本隆、作曲：大瀧詠一、編曲：萩田光雄

B面
1. HAPPY BIRTHDAY TO ME（4分15秒）
作詞：山川啓介、作曲：濱田金吾、編曲：飛澤宏元

## 大滝詠一によるセルフ・カヴァー

### 解説
「さらばシベリア鉄道」はアルバム『A LONG VACATION』からのシングル・カット曲で、ナイアガラ・トライアングル「A面で恋をして」との両A面でリリースされたが、ミックスはアルバムと異なるシングル・ミックスで、アルバムより46秒短く、最後のギター・ソロ前でフェードアウトするイントロもアルバムより短い。
レコーディングについて大瀧は、「ピアノはアップライトを2台使って、ハンマーに画びょうを打っているんです。ジョー・ミークお得意のサウンドにしたかったので。でも本当はNGなんですよ、画びょうは。ハンマーが傷むし、チューニングが狂いやすい。だから“とっと録っちゃいましょうよ〜”ってことだったのだけど、3連符のフレーズが延々続くから今度は鍵盤隊が“指がつる〜”って言い出して」という。ムチの音はOBERHEIMで、間奏抜けのタムはダビング。その後（2分18秒）に続く金山功のティンパニはわざとずらしてもらったものだという。
メロディ・歌い回しが一部太田版と異なるが、太田によれば自分のバージョンの方がオリジナル（大瀧がデモテープ代わりに送ってきたバージョン）のメロディに近く、同じように歌うのはつまらないと思った大瀧が歌い方を変えたのではないかと推測していた。
これについて、大瀧は『大瀧詠一 Song Book Ⅰ -大瀧詠一作品集（1980-1998）-』のライナーノートの解説で、太田のバージョンの制作側に「女性向き」に自身のバージョンと歌い回しを変えたデモテープを作って提出したことを証言し、同時に「カバーバージョンを作る時に、必要に応じて歌い手に合わせて変える場合があるのは当然のこと」との見解も披露している。なお、アレンジャーとしてクレジットされている“多羅尾伴内”とは、大瀧の変名。

### 収録曲

#### SIDE A
1. A面で恋をして / ナイアガラ・トライアングル (3:15)  NT-2
Words by 松本隆, Music by 大瀧詠一, Arr. by 多羅尾伴内

#### SIDE B
1. さらばシベリア鉄道 / 大滝詠一 (3:47)  OT-9
Words by 松本隆, Music by 大瀧詠一, Arr. by 多羅尾伴内

### クレジット
- PRODUCER : EIICHI OHTAKI
- ENGINEER : TAMOTSU YOSHIDA
- イラスト : 永井博

## 他のアーティストによるカバー
| アーティスト                                  | 収録作品（初出のみ）                                                 | 発売日         | 規格          | 品番                                              |
| --------------------------------------------- | -------------------------------------------------------------------- | -------------- | ------------- | ------------------------------------------------- |
| CBSソニー・グランド・オーケストラ             | ニュー・ミュージック・インストゥルメンタル 山下達郎 ⁄ 大瀧詠一作品集 | 1986年05月21日 | CD            | 32DH 437                                          |
| 小林旭「アキラのさらばシベリア鉄道」          | 旅空夜空 –熱き心に–                                                  | 1986年10月10日 | CD            | H32P-20105                                        |
| ダーク・ダックス                              | ダーク・ダックス結成40周年記念アルバム                               | 1990年12月16日 | 6CD           | MECP1-1~6                                         |
| THE MUSTANGS「哀愁のさらばシベリア鉄道」      | BLUE SUNSET                                                          | 1987年         | LP            | MAGIC-4                                           |
| あがた森魚                                    | IMITATION GOLD                                                       | 1993年11月05日 | CD            | MECA-30013                                        |
| ヤマジカズヒデ                                | 400モアイアイズ                                                      | 1994年03月10日 | CD            | SSE-4031                                          |
| THE RASTA MONKEYS                             | ラスタマン・ミーツ・スノーマン                                       | 1995年11月01日 | CD            | SRCS 7832                                         |
| 浅田葉子 & 菊地祥子                           | 声遊記–冬之巻–あなたが欲しい〜JE TE VEUX〜                           | 1997年12月10日 | CD            | TOCT-10009                                        |
| KAYO                                          | 三つ編みヒロイン                                                     | 2004年07月02日 | CD            | WKRUK-0001                                        |
| ゴーグルエース                                | Niagara AUTUMN & WINTER 〜Niagara Cover Special〜                    | 2007年03月02日 | CD            | TOWER-1015                                        |
| 鈴木祥子                                      | A LONG VACATION from Ladies                                          | 2009年11月04日 | - CD+DVD - CD | - UMCK-9304【初回限定盤】 - UMCK-1333【通常盤】   |
| 坂本冬美                                      | Love Songs II 〜ずっとあなたが好きでした〜                           | 2010年12月08日 | CD            | TOCT-27020                                        |
| CHiP SHOP BOYZ WITH ANDROiD SiNGERS ORCHESTRA | A LONG VACATION 南国アンドロイド・カバー                             | 2011年03月21日 | CD            | DOCB-12342                                        |
| 小原孝                                        | 小原孝のピアノ詩集 〜SWEET MEMORIES〜                                | 2011年10月05日 | CD            | KICS-1719                                         |
| 吉井和哉                                      | ヨシー・ファンクJr. 〜此レガ原点!!〜                                 | 2014年11月19日 | CD            | COCP-38893                                        |
| 福山雅治                                      | 魂リク                                                               | 2015年04月08日 | - CD+DVD - CD | - POCS-20901【初回限定盤】 - POCS-20008【通常盤】 |
| 初音階段                                      | 狂熱の初音階段                                                       | 2018年09月12日 | CD            | ARCD-261                                          |

## リリース日一覧
| 地域 | タイトル                           | リリース日     | レーベル              | 規格                 | カタログ番号 | 備考           |
| ---- | ---------------------------------- | -------------- | --------------------- | -------------------- | ------------ | -------------- |
| 日本 | さらばシベリア鉄道 / A面で恋をして | 1981年10月21日 | NIAGARA ⁄ CBS・ソニー | 7"シングル・レコード | 07SH 1077    | 歌詞カード入り |